# マンダレイ・ベイ

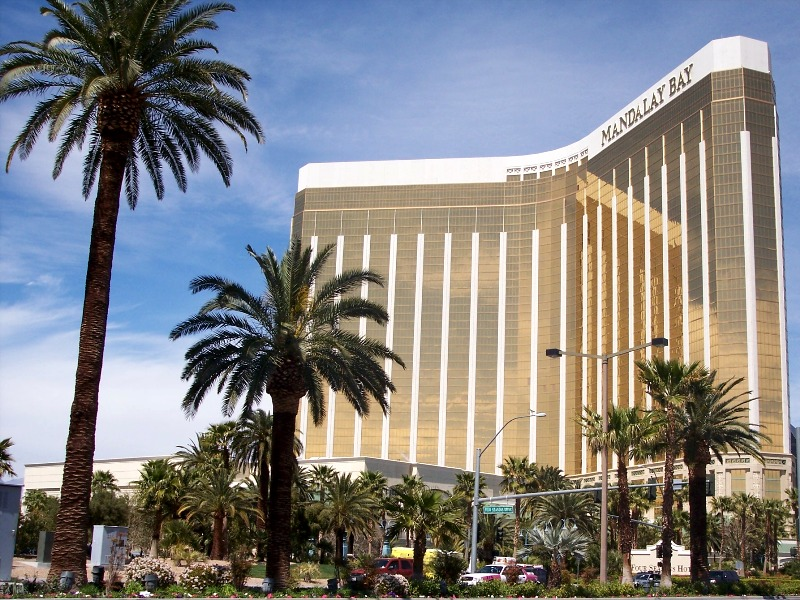
マンダレイ・ベイホテル本館

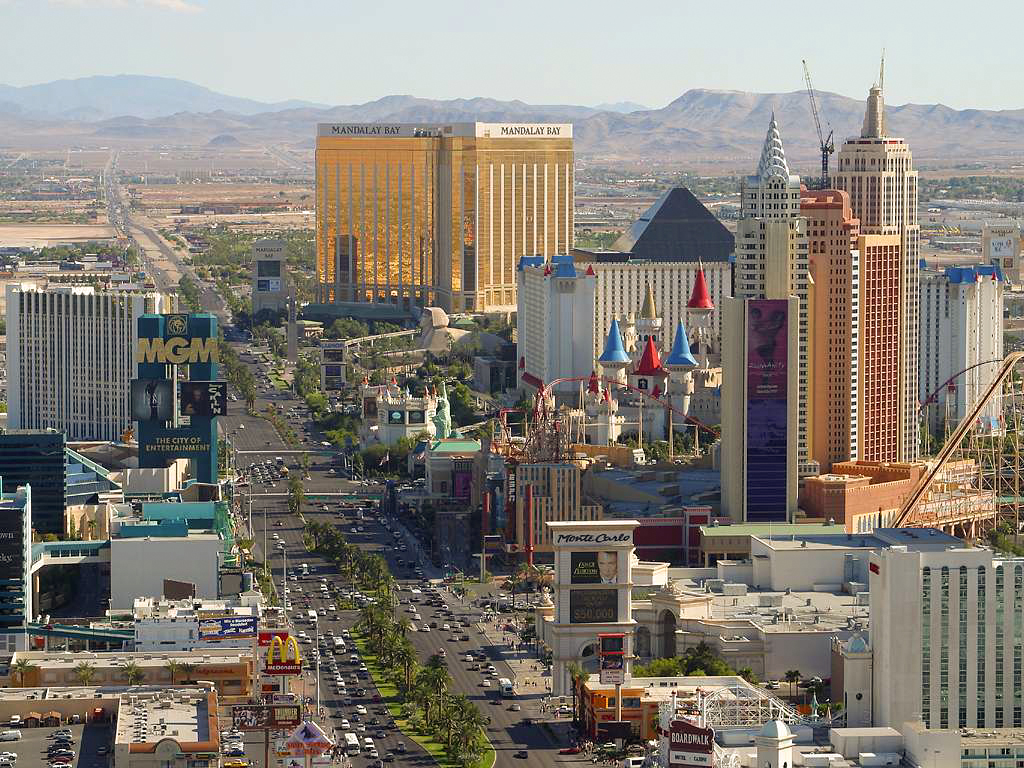
マンダレイ・ベイはストリップ最南端のホテルである

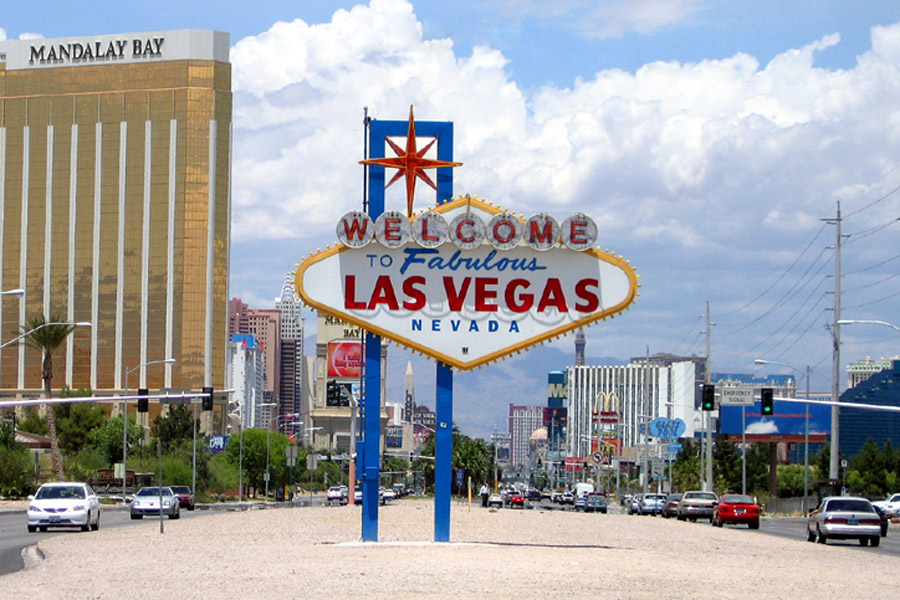
Welcomeの看板。後にマンダレイ・ベイが見える

マンダレイ・ベイ・リゾート アンド カジノ（Mandalay Bay Resort & Casino）は、アメリカ合衆国ネバダ州ラスベガスにある統合型リゾート（IR）である。デラノホテル、およびフォーシーズンズホテルについてもこの項で記す。
マンダレイ・ベイは、東南アジアのリゾート地をモチーフにしたホテルである。名前はキプリングの詩「マンダレイ」に由来する。黄金色に輝く外観を持ち、北側を除き周囲には大型の建造物も無いため、遠くからでも非常によく目立つ存在である。

## アトラクション
- プール - 波が出るプールがこのホテルの最大の売りである。人工の砂浜も作られ、南国の海岸を模した作りとなっている。
- シャークリーフ - サメが泳ぐ水槽を中心とした水族館。ホテルの付随施設としてはかなり本格的な作りである。
- マイケル・ジャクソン：ワン - シルク・ドゥ・ソレイユの演目。金曜日から火曜日にかけて、19:00と21:30の1日2公演が専用シアターで公演される。また、シアター横にはショップもあり、ショーに関する様々なグッズを販売している。
- ハウスオブブルース - 1,800人収容可能なライブハウス。有名アーティストによるライブも多数行われている。
- ミケロブ・ウルトラ・アリーナ - 最大12,000人以上収容のアリーナ。ボクシング等の格闘技の試合が多数行われている。
- マンダレイ・ベイ・コンベンションセンター - 93,000平方メートルの広さがある展示会場。
- レッドスクエア - 首無しレーニン像で知られるロシア料理店。

## デラノホテル
デラノホテル は、マンダレイ・ベイの新館にあたる高級ホテルである。当初は本館と同様に運営されていたが、2005年頃から独立したホテルとして「ジ・ホテル」という名称で運営されていた。
2014年の改装を機にデラノホテルと名称を変更した。
カジノやレストランは、マンダレイ・ベイホテルと共有である。
オールスイートになっているのが特徴である。

## フォーシーズンズホテル
ホテル本館上層35階から39階の部分にはフォーシーズンズホテルラスベガスが入居している。
マンダレイ・ベイに間借りをした格好ではあるが、フロントや駐車場などの設備はマンダレイ・ベイとは別に用意され、完全に別のホテルが同じ建物を共有した状態となっている。
なおこのホテルにはカジノは無く、カジノで遊びたい者はマンダレイ・ベイのカジノ、または周辺の別のホテルのカジノで遊ぶことになる。

## 沿革
- 1996年 ハシエンダホテルが爆破解体される。マンダレイ・ベイはこの跡地に建設される。
- 1999年 マンダレイ・リゾーツ社により開業。
- 2003年 コンベンションセンターオープン。
- 2004年
  - 新館THEhotelオープン。
  - オーナー企業の合併によりMGMミラージュが運営するホテルの一つとなる。
- 2005年 大相撲ラスベガス公演がマンダレイ・ベイ・イベント・センターで行われる。
- 2006年 新館上部のロゴが「MANDALAY BAY」から「THEhotel」に変わる。
- 2017年 ラスベガス・ストリップ乱射事件が発生。実行犯はこのホテルの32階から地上で行われていた野外音楽フェスティバルの観客に向けて自動小銃を発砲。58人が死亡、489人が負傷するアメリカの銃乱射事件で最悪の惨事となった[2][3]。